# 乌兹别克斯坦标准时间
乌兹别克时区是乌兹别克适用的时区。该时区比协调世界时快5或6小时（UTC+5或UTC+6）。乌兹别克时区没有夏时制。
IANA时区数据库在zone.tab中包含兩个乌兹别克地区，名为Asia/Samarkand和	Asia/Tashkent。